# Theresia von León

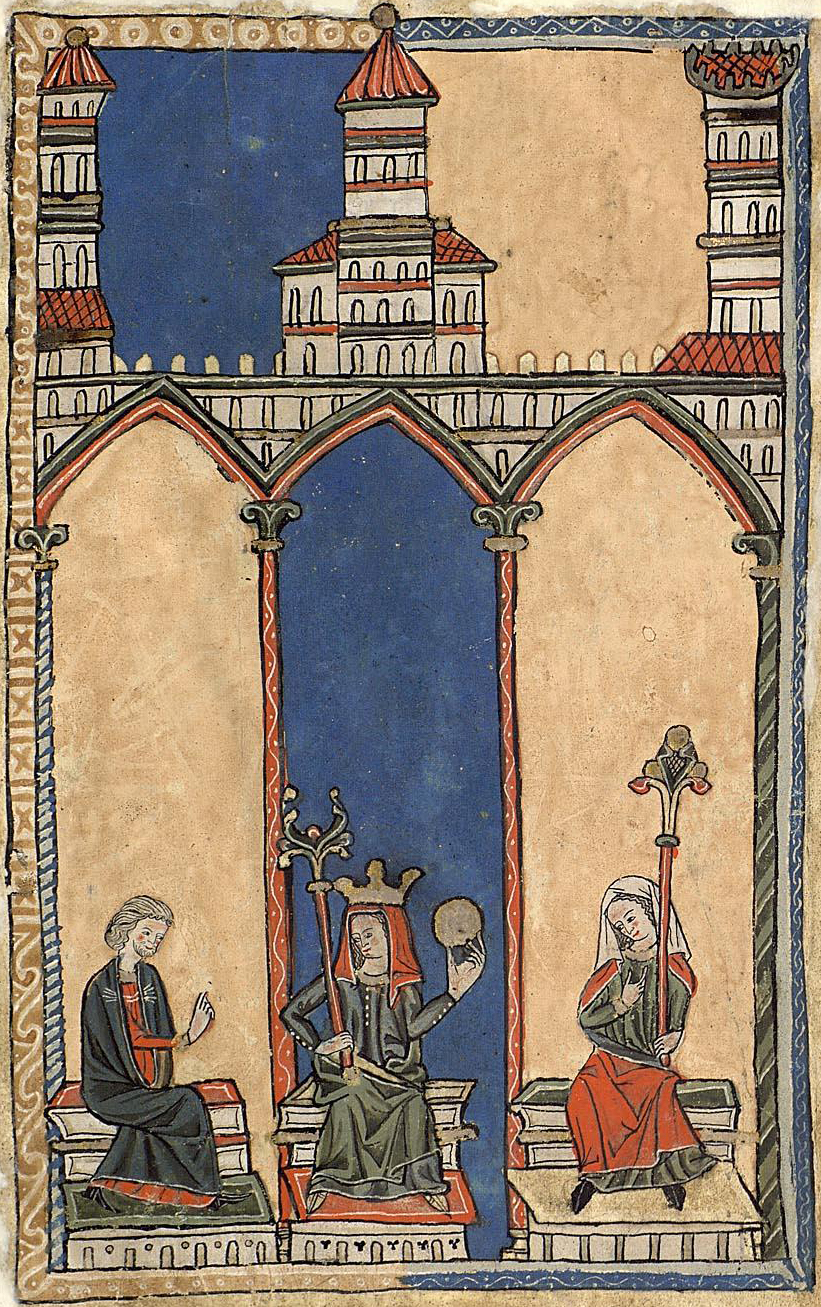
Miniatur aus dem 13. Jahrhundert. In der Mitte Theresia, rechts ihre Tochter Urraca Enríquez, links ihr Geliebter Fernando Pérez de Traba.

Theresia von León (portugiesisch Teresa de Leão, spanisch Teresa de León; * 1080; † 11. November 1130) war eine Gräfin und selbsternannte Königin von Portugal aus dem Haus Jiménez. Im Kampf gegen ihre Halbschwester, Königin Urraca von León-Kastilien, versuchte sie als Herrin des damals noch zum Feudalgefüge des Königreichs León gehörenden Portugal ihre Souveränität zu erkämpfen.

## Leben

### Familie
Theresia war eine uneheliche Tochter des Königs Alfons VI. von León-Kastilien und dessen Mätresse Jimena Muñoz, galt aber als vollwertige Angehörige des Königshauses. Dem Umstand der unehelichen Abstammung wurde in den damals geltenden gesellschaftlichen Konventionen der christlichen Königreiche Spaniens noch keine besondere Relevanz beigemessen. Kurz vor oder im Jahr 1094 wurde Theresia mit Heinrich von Burgund verheiratet, einem nachgeborenen Sohn des französischen Herzogshauses von Burgund aus der Dynastie der Kapetinger, zu dem das leónesische Königshaus zuvor schon enge Beziehungen pflegte. Ein Schwager Heinrichs, Raimund von Burgund, war bereits mit Theresias etwa gleichaltriger ehelicher Halbschwester Urraca verheiratet. In einer von Raimund ausgestellten Urkunde, datiert auf den 11. Februar 1095, werden Theresia und Heinrich erstmals als verheiratetes Paar genannt. Noch im selben Jahr übertrug Raimund die ihm als Lehen seines Schwiegervaters gehörende Grafschaft Portugal bereitwillig an Heinrich. Diese Grafschaft umfasste damals das Land zwischen dem Rio Miño im Norden und Santarem im Süden. Als Grenzland zum muslimischen Al-Andalus war sie regelmäßig den Überfällen der Mauren ausgesetzt. Das Paar konnte hier schnell seine Herrschaft konsolidieren, indem es die Grenze zu den Mauren stabilisierte und die Anerkennung des erzbischöflichen Status der Kirchenprovinz Braga seitens Papst Paschalis’ II. erreichte.
Die Familie Alfons’ VI. von León:
|                                       |                                       |                                       |                                       | Konstanze von Burgund                                    | Konstanze von Burgund                                    | Konstanze von Burgund                                    | Konstanze von Burgund                                    | Konstanze von Burgund                                    | Konstanze von Burgund                                    |                                   |                                   | Alfons VI. König von León-Kastilien | Alfons VI. König von León-Kastilien | Alfons VI. König von León-Kastilien | Alfons VI. König von León-Kastilien | Alfons VI. König von León-Kastilien | Alfons VI. König von León-Kastilien |                               |                               | Jimena Muñoz                                    | Jimena Muñoz                                    | Jimena Muñoz                                    | Jimena Muñoz                                    | Jimena Muñoz                                    | Jimena Muñoz                                    |                                        |                                        |                                        |                                        |
|                                       |                                       |                                       |                                       | Konstanze von Burgund                                    | Konstanze von Burgund                                    | Konstanze von Burgund                                    | Konstanze von Burgund                                    | Konstanze von Burgund                                    | Konstanze von Burgund                                    |                                   |                                   | Alfons VI. König von León-Kastilien | Alfons VI. König von León-Kastilien | Alfons VI. König von León-Kastilien | Alfons VI. König von León-Kastilien | Alfons VI. König von León-Kastilien | Alfons VI. König von León-Kastilien |                               |                               | Jimena Muñoz                                    | Jimena Muñoz                                    | Jimena Muñoz                                    | Jimena Muñoz                                    | Jimena Muñoz                                    | Jimena Muñoz                                    |                                        |                                        |                                        |                                        |
|                                       |                                       |                                       |                                       |                                                          |                                                          |                                                          |                                                          |                                                          |                                                          |                                   |                                   |                                     |                                     |                                     |                                     |                                     |                                     |                               |                               |                                                 |                                                 |                                                 |                                                 |                                                 |                                                 |                                        |                                        |                                        |                                        |
| Raimund von Burgund Graf von Galicien | Raimund von Burgund Graf von Galicien | Raimund von Burgund Graf von Galicien | Raimund von Burgund Graf von Galicien | Raimund von Burgund Graf von Galicien                    | Raimund von Burgund Graf von Galicien                    |                                                          |                                                          | Urraca Königin von León-Kastilien                        | Urraca Königin von León-Kastilien                        | Urraca Königin von León-Kastilien | Urraca Königin von León-Kastilien | Urraca Königin von León-Kastilien   | Urraca Königin von León-Kastilien   |                                     |                                     | Theresia „König von Portugal“       | Theresia „König von Portugal“       | Theresia „König von Portugal“ | Theresia „König von Portugal“ | Theresia „König von Portugal“                   | Theresia „König von Portugal“                   |                                                 |                                                 | Heinrich von Burgund Graf von Portugal          | Heinrich von Burgund Graf von Portugal          | Heinrich von Burgund Graf von Portugal | Heinrich von Burgund Graf von Portugal | Heinrich von Burgund Graf von Portugal | Heinrich von Burgund Graf von Portugal |
| Raimund von Burgund Graf von Galicien | Raimund von Burgund Graf von Galicien | Raimund von Burgund Graf von Galicien | Raimund von Burgund Graf von Galicien | Raimund von Burgund Graf von Galicien                    | Raimund von Burgund Graf von Galicien                    |                                                          |                                                          | Urraca Königin von León-Kastilien                        | Urraca Königin von León-Kastilien                        | Urraca Königin von León-Kastilien | Urraca Königin von León-Kastilien | Urraca Königin von León-Kastilien   | Urraca Königin von León-Kastilien   |                                     |                                     | Theresia „König von Portugal“       | Theresia „König von Portugal“       | Theresia „König von Portugal“ | Theresia „König von Portugal“ | Theresia „König von Portugal“                   | Theresia „König von Portugal“                   |                                                 |                                                 | Heinrich von Burgund Graf von Portugal          | Heinrich von Burgund Graf von Portugal          | Heinrich von Burgund Graf von Portugal | Heinrich von Burgund Graf von Portugal | Heinrich von Burgund Graf von Portugal | Heinrich von Burgund Graf von Portugal |
|                                       |                                       |                                       |                                       |                                                          |                                                          |                                                          |                                                          |                                                          |                                                          |                                   |                                   |                                     |                                     |                                     |                                     |                                     |                                     |                               |                               |                                                 |                                                 |                                                 |                                                 |                                                 |                                                 |                                        |                                        |                                        |                                        |
|                                       |                                       |                                       |                                       | Alfons VII. (Alfonso Raimúndez) König von Léon-Kastilien | Alfons VII. (Alfonso Raimúndez) König von Léon-Kastilien | Alfons VII. (Alfonso Raimúndez) König von Léon-Kastilien | Alfons VII. (Alfonso Raimúndez) König von Léon-Kastilien | Alfons VII. (Alfonso Raimúndez) König von Léon-Kastilien | Alfons VII. (Alfonso Raimúndez) König von Léon-Kastilien |                                   |                                   |                                     |                                     |                                     |                                     |                                     |                                     |                               |                               | Alfons I. (Alfonso Enríquez) König von Portugal | Alfons I. (Alfonso Enríquez) König von Portugal | Alfons I. (Alfonso Enríquez) König von Portugal | Alfons I. (Alfonso Enríquez) König von Portugal | Alfons I. (Alfonso Enríquez) König von Portugal | Alfons I. (Alfonso Enríquez) König von Portugal |                                        |                                        |                                        |                                        |

### Frühe Jahre
Die Frage bezüglich der Thronfolge ihres Vaters Alfons VI. sollte sich sowohl für Theresia wie auch für ihre Halbschwester als entscheidende Weichenstellung ihrer Biographien erweisen. Als Ehemann der älteren und legitim geborenen Urraca hatte Raimund von Burgund die besten Aussichten, eines Tages den Thron besteigen zu können, wofür er schon in einem im Jahr 1094/95 vereinbarten privaten Pakt Heinrichs Unterstützung zugesagt bekam, noch bevor dieser Theresia geheiratet hatte. Die Geburt des Infanten Sancho Alfónsez 1093 und dessen Einsetzung zum Thronerben im Frühjahr 1107 machte dieses Vorhaben zwar zunichte, aber Raimunds Tod noch im selben Jahr rückte Heinrich augenblicklich in die Position des designierten Seniors der Königsfamilie mit der Aussicht auf eine dominierende Position gegenüber dem jungen Infanten. Im Mai 1108 schien sich Heinrichs Machtposition noch einmal zu erweitern, als der junge Infant in der Schlacht von Uclés gegen die Mauren fiel und nun Urracas Sohn Alfonso Raimúndez zum potentiellen Thronfolger aufrückte. Weil dieser nur wenige Jahre alt war, zeichnete sich eine Regentschaftsregierung ab, zu deren Führung Heinrich als einziges männliches Familienmitglied prädestiniert schien. Diese Aussicht wurde aber von dem alternden Alfons VI. zunichtegemacht, der Urraca zu seiner Thronerbin ernannte und ihre Verheiratung mit König Alfons I. von Aragón arrangierte, der somit zum zukünftigen Regenten und Beschützer des Alfonso Raimúndez auserkoren wurde. Theresias Familie war damit von der zukünftigen Machtverteilung weitgehend ausgeschlossen, was letztlich einen lebenslangen Bruch mit ihrer Schwester heraufbeschwor.
Urracas Thronbesteigung und ihrer Hochzeit mit dem König von Aragón im Jahr 1109 blieben Theresia und Heinrich demonstrativ fern. Stattdessen ignorierten sie ihre lehnsrechtliche Unterordnung unter die neue Königin und gingen in Portugal daran, eine möglichst eigenständige Herrschaft zu errichten. Profitieren konnten sie dabei von dem schnell eintretenden Zerwürfnis zwischen Urraca und Alfons I. von Aragón, der die auch vom Papst verfügte Annullierung ihrer Ehe nicht kampflos akzeptieren wollte. Heinrich verbündete sich zunächst mit dem Aragónesen und besiegte Urraca am 26. Oktober 1111 in der Schlacht von Candespina, ging dann aber für den Preis bedeutender Gebietsschenkungen auf ihre Seite über. Als Urraca im folgenden Jahr ihren früheren Ehemann endgültig aus dem Königreich vertreiben konnte, hatte sich Theresias Familie bereits fest in der Grafschaft Portugal und den angrenzenden Gebieten etabliert und gegenüber der Krone ein regionales Gegengewicht gebildet. Heinrichs überraschender Tod im Sommer 1112 stellte aber Theresias Position in Frage.

### Schwesterkampf

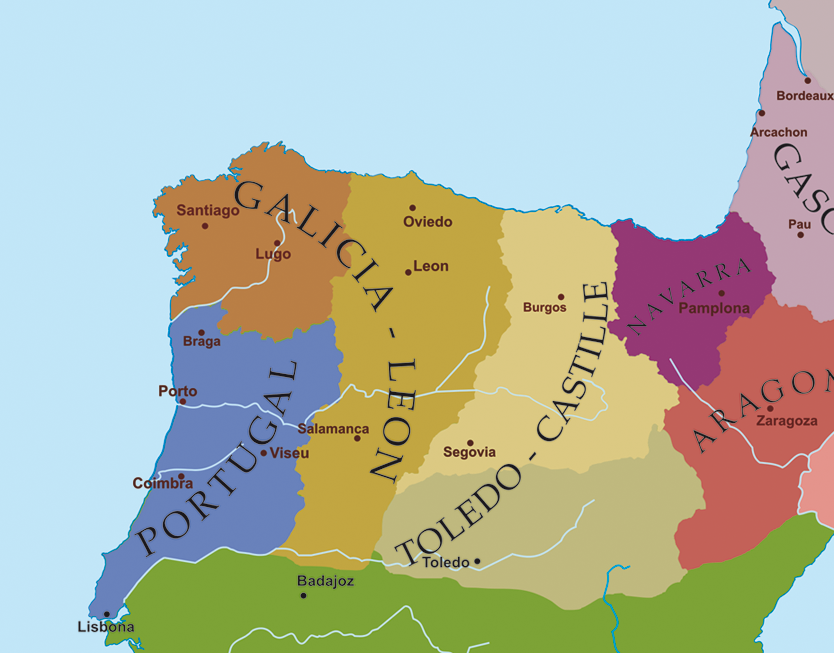
Die geopolitische Landkarte der Iberischen Halbinsel im 12. Jahrhundert. Lissabon wurde erst von Alfons I. für Portugal erobert.

Für ihren unmündigen Sohn Alfonso Enríquez übernahm Theresia die Regentschaft in Portugal und setzte die auf eine weitgehende Unabhängigkeit bedachte Politik ihres Mannes fort. Begünstigt wurde sie dabei von Adelsrevolten und Machtkämpfen mit dem Klerus, denen sich Urraca fast ständig ausgesetzt sah. Nicht zuletzt deshalb konnte Theresia im Bündnis mit dem galicischen Grafen Pedro Froilaz de Traba einen ersten Vorstoß ihrer Schwester nach Portugal abwehren, indem sie sie in Sobroso belagerte. Erst als sie selbst im Sommer 1117 nach einem Angriff der muslimischen Almoraviden auf Coimbra schwer bedrängt war, konnte Urraca dies in einem neuerlichen Vorstoß ausnutzen, mehrere Burgen besetzen und einige portugiesische Adelsfamilien zum Seitenwechsel bewegen. Obwohl dadurch stark geschwächt vermochte sich Theresia in Braga zu halten und durch eine Liaison mit Fernando Pérez de Traba ein Bündnis mit der Opposition in Galicien zustande zu bringen, da dessen Vater, Graf Pedro Froilaz de Traba, der ärgste Rivale der Königin in diesem Reichsteil war. In einem von Papst Paschalis II. an den portugiesischen Klerus und Adel gerichteten Brief vom 18. Juni 1116 wurde Theresia erstmals mit dem königlichen Titel (T reginae) angesprochen. Die Gründe, warum sie von Seiten der römischen Kirche als Königin anerkannt wurde, sind unklar, aber offenbar fasste sie dies als Legitimation ihres Unabhängigkeitsstrebens auf, woraufhin sie sich ab dem November 1117 in ihren eigenen Urkunden „Königin von Portugal“ (Tarasia regina de Portugal) nannte, was einmal mehr einen Affront gegen ihre Schwester darstellte. Aber auch Papst Calixtus II., der ansonsten in guten Beziehungen zu Urraca stand, erkannte Theresia als Königin (regina Tarasia) an und stellte sie dabei auch in der Würde bewusst über ihren verstorbenen Ehemann (comes Henricus). Und der in Sahagún weilende Kardinallegat Boso bezeichnete in einem im selben Jahr an Theresia gerichteten Schreiben diese als „ehrwürdige Königin von Portugal“ (T. uenerabili regine Portugalensium).
Ungeachtet der päpstlichen Haltung wurde Theresia von Urraca auch weiterhin als rebellische Vasallin betrachtet und als diese bis 1120, auch dank eines Friedens mit Aragón 1117, ihre Herrschaft soweit stabilisieren konnte, war Theresias Machtstellung zunehmend gefährdet. Dazu trugen auch innerfamiliäre Konflikte bei, deren Ursprung vermutlich in ihrem außerehelichen Verhältnis lag und die zu einem Bruch mit ihrem Sohn Alfonso Enríquez führten, der deshalb auf die Seite seiner Tante Urraca überging. Im Sommer 1120 stieß Urraca schließlich mit Heeresmacht von Galicien aus den Miño überschreitend nach Portugal vor und zog in Braga ein. Die von diesem Zug überraschte Theresia musste sich in die Burg von Lanhoso zurückziehen, wo sie von den Truppen ihrer Schwester belagert wurde. Zwar wurde die Belagerung wenig später wieder aufgehoben, ohne dass Theresia sich ihrer Schwester ergeben musste, doch fand ihre Herrschaft als „Königin“ von Portugal damit ein Ende. Denn in Braga investierte Urraca den jungen Alfonso Enríquez zu ihrem neuen lehnsabhängigen Grafen von Portugal.

### Kampf gegen den Sohn
Theresias Herrschaftsbereich beschränkte sich fortan auf das Tal des Miño im südlichen Galicien mit den Hauptorten Tui und Orense, wo sie sich nur dank ihrer Verbindung zum Hause Traba halten konnte. Um diese Allianz zu festigen, verheiratete sie ihre Tochter aus erster Ehe mit einem Bruder ihres Geliebten Fernando Pérez de Traba. Mit ihm an ihrer Seite stritt sie nun mit wechselseitigem Erfolg gegen ihren Sohn und der hinter ihm stehenden Königin Urraca um die Rückeroberung der Herrschaft in Portugal. Bis zum Sommer 1122 gelang es ihr, die Bischöfe von Coimbra und Porto auf ihre Seite zu ziehen und den zu ihrem Sohn haltenden Erzbischof von Braga gefangen zu nehmen. Urracas Reaktion erfolgte im März 1123, als sie Theresias „Schwiegervater“ Pedro Froilaz de Traba und einige seiner Söhne verhaften und deren Besitzungen konfiszieren ließ, womit Theresia ihre wichtigsten Unterstützer verlor. Einen drohenden Übergang des Bischofs von Tui auf Urracas Seite konnte sie im September 1125 nur durch die Zusicherung, ihm die kirchliche Administration des nördlichen Portugals zwischen dem Miño und Limia zu überlassen, verhindern. Allerdings hatte sich ihr Sohn am 17. Mai 1125 in Zamora die Schwertleite verleihen und sich damit die Mündigkeit attestieren lassen, womit er sich gegenüber seiner Mutter nun vollends emanzipiert hatte.
1126 starb Königin Urraca und deren Sohn Alfons VII. (Alfonso Raimúndez) folgte ihr nach. Mit diesem trafen sich Theresia und ihr Geliebter noch im April dieses Jahres in Ricobayo und verständigten sich auf einen Frieden. Nicht mit einbezogen war darin Alfonso Enríquez, den Theresia zugunsten ihres Geliebten aus der Macht zu verdrängen suchte. Beide Fraktionen trugen diesen Konflikt militärisch aus, den Alfonso am 24. Juni 1128 mit einem Sieg in der Schlacht von São Mamede südlich von Guimarães für sich entscheiden konnte. Theresias Herrschaft in Portugal war damit endgültig beendet; mit ihrem Geliebten musste sie sich auf dessen Familienbesitzungen in Galicien zurückziehen, wo sie am 11. November 1130 starb. Sie wurde in der Kathedrale von Braga neben ihrem Mann bestattet; zu einem späteren Zeitpunkt wurde daselbst ein Sarkophag mit einer ihr nachempfundenen Liegefigur gestaltet.
Auch wenn Theresias persönlicher Kampf um eine unabhängige Herrschaft in Portugal zuerst gegen ihre Schwester und zuletzt gegen den eigenen Sohn gescheitert war, so machte dieser sich ihre Politik im Kampf gegen seinen Cousin Alfons VII. „dem Kaiser“ zu eigen. Im Vertrag von Zamora 1143 musste der leonesische Monarch Portugals Unabhängigkeit als eigenständiges Königreich anerkennen, mit Alfonso Enríquez als Alfons I. als seinem ersten König.

## Nachkommen
Aus ihrer um 1094 geschlossenen Ehe mit Heinrich von Burgund († 1112) hatte Theresia mehrere Kinder:
- Alfonso Enríquez (1094–1108)

- Urraca Enríquez (* 1095); ⚭ 1120 mit Vermudo Péres de Traba, Graf von Trastámara.

- Sancha Enríquez (1097–1163); ⚭ 1. mit Sancho Núñes de Celanova; 2. ⚭ (ca. 1147) mit Fernando Mendes, Herr von Bragança.
- Teresa Enríquez (* 1098)
- Henrique Enríquez (1106–1110)
- Alfonso Enríquez (Alfons I.) (1109–1185), Graf und ab 1139 König von Portugal.

Aus ihrem Verhältnis mit Fernando Pérez de Traba († nach 1155) hatte sie zwei Töchter, Sancha und Teresa, von denen letztere mit Graf Nuño Pérez de Lara († 1177) verheiratet war.